# Waldemar von Preußen (1889–1945)

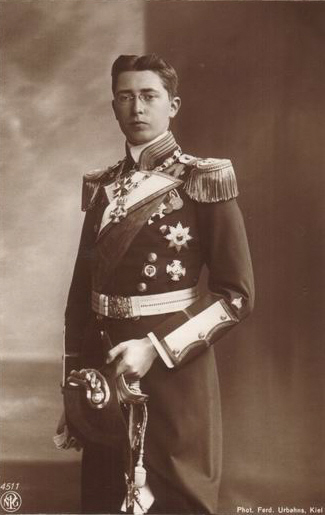
Waldemar von Preußen in der Uniform eines Kapitänleutnants der Kaiserlichen Marine, ca. 1910

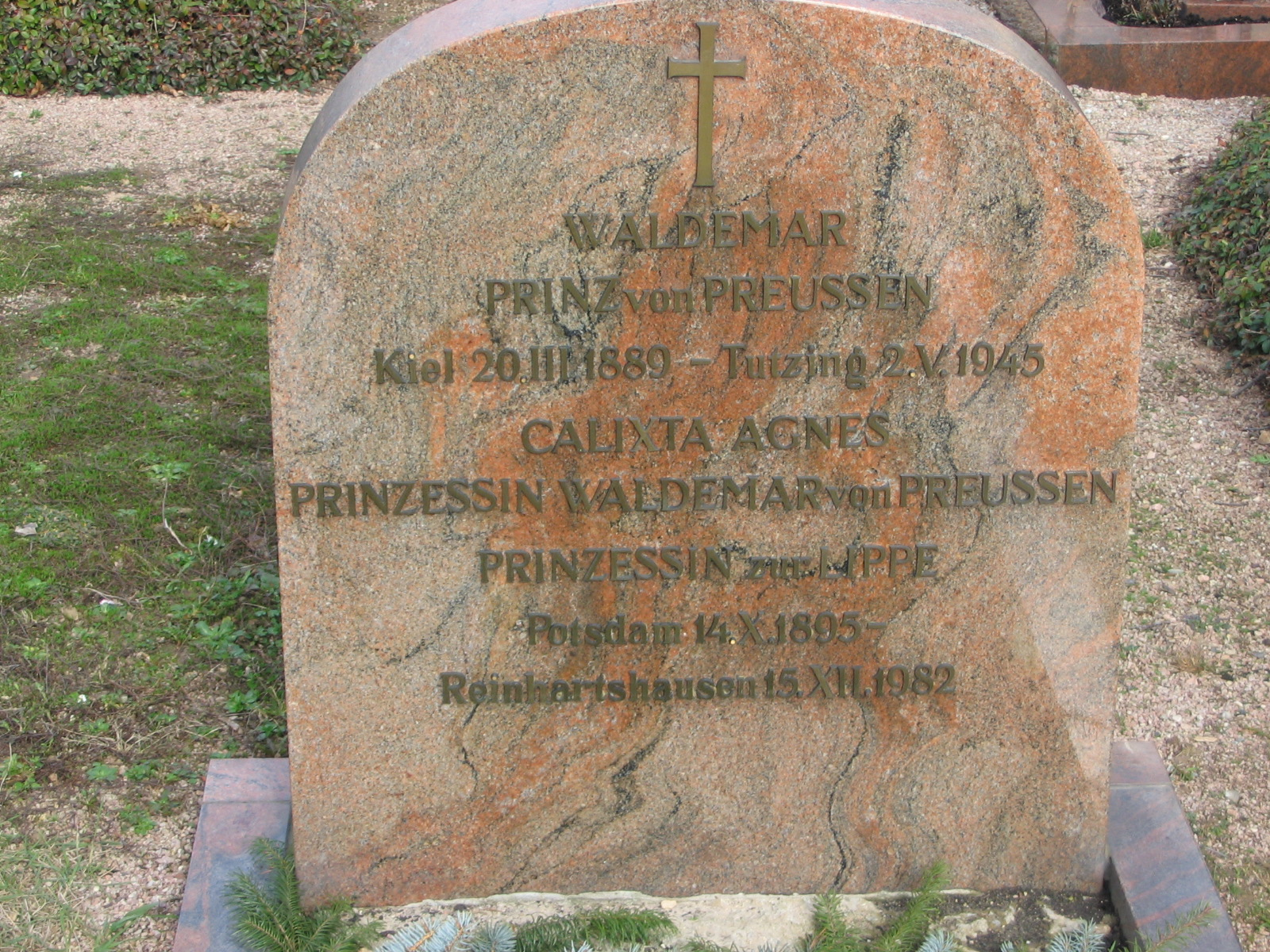
Grabstätte von Prinz Waldemar auf dem Friedhof von Erbach im Rheingau

Waldemar Wilhelm Ludwig Friedrich Viktor Heinrich Prinz von Preußen (* 20. März 1889 in Kiel; † 2. Mai 1945 in Tutzing) war ein deutscher Jurist sowie preußischer Offizier und Großgrundbesitzer. Er war Mitglied des Hauses Hohenzollern und Neffe des Kaisers Wilhelm II.

## Leben
Als Sohn des Prinzen Heinrich von Preußen und seiner Frau Irene geb. Prinzessin von Hessen und bei Rhein geboren, erhielt der Prinz seinen Rufnamen nach Prinz Waldemar, dem früh verstorbenen Bruder seines Vaters. Er wurde von Lehrern des Kieler Gymnasiums in der „Schloßklasse“ unterrichtet.
Nach der Reifeprüfung studierte er Rechtswissenschaften an der Kaiser-Wilhelms-Universität zu Straßburg und seit dem 3. Mai 1910 an der Christian-Albrechts-Universität zu Kiel.
Von 1912 bis 1914 war er Regierungsreferendar in Hannover sowie ab 10. September 1913 Hauptmann im 1. Garde-Regiment zu Fuß. Außerdem stand er als Kapitänleutnant à la suite der Kaiserlichen Marine. Während des Ersten Weltkriegs war er Kommandeur des Kaiserlichen Kraftfahrkorps. Nach Kriegsende wurde er als Major der Kavallerie sowie Korvettenkapitän à la suite aus dem Militärdienst entlassen.
Seit dem 14. August 1919 war Waldemar mit Calixta Agnes Adelheid geb. Prinzessin zur Lippe-Biesterfeld (1895–1982) aus Potsdam verheiratet. Sie war Tochter des 1914 gefallenen Generalmajors Prinz Friedrich Wilhelm zur Lippe.
Von 1919 bis 1921 war er bei der Regierung in Schleswig, danach einige Jahre bei der Landschaftlichen Bank Schleswig-Holstein, der späteren Bank Companie Nord, in Kiel. In jener Zeit, am 25. April 1923, wurde er Conkneipant des Corps Holsatia, das ihm am 28. Juli 1923 als Corpsschleifenträger philistrierte. Am 6. August 1938 erhielt er das Band.
Seit 1926 verwaltete er das väterliche Gut Hemmelmark, ab 1941 den Besitz Kamenz in der Provinz Niederschlesien, der zum Familienfideikommiss Nassau-Oranien gehörte. Im April 1945 flüchtete er vor der Roten Armee von Schloss Kamenz und kam nach Tutzing am Starnberger See. Durch die Flucht geschwächt, starb er als Hämophiliekranker an Magenblutungen. Beerdigt ist er auf dem Waldfriedhof zu Tutzing. Seine Witwe kam als Prinzessin Waldemar nach Erbach (Rheingau), wo sie bis zu ihrem Lebensende 1982 freies Wohnrecht in einer Etagenwohnung des Nordflügels von Schloss Reinhartshausen hatte.
Prinz Waldemar war u. a. Ritter des Schwarzen Adlerordens, des Großkreuzes des Roten Adlerordens, des Kronenordens I. Klasse, des Großkomtur des Königlichen Hausordens von Hohenzollern und des Ordens der Rautenkrone sowie des Großkreuzes des Orden der Württembergischen Krone mit Schwertern.

## Interessen
Er befasste sich mit der Geschichte von Uniformen. Die von ihm selbst hergestellte Sammlung von Zinnsoldaten war berühmt. Im Schloss Paretz fiel sie in russische Hand. Auf dem aus Hohenzollernschen Familienbesitz stammenden Gut im Havelland hielt er sich gern auf, und er ließ ihm besondere Pflege angedeihen.